# Ross Lovegrove
 (mars 2023).
Ross Lovegrove né à Cardiff (Pays de Galles) né en 1958 est un designer industriel britannique.

## Biographie
Ross Lovegrove étudie le design industriel à l'École polytechnique de Manchester, puis au Royal College of Art de Londres, ou il obtient sa maîtrise en 1983. Il intègre l'agence Frogdesign en Allemagne de l'Ouest, et assume la fonction de conseiller en design industriel. Il y travaille notamment pour la conception des baladeurs Walkman de la marque Sony, ce qui fera sa réputation, et de l'ordinateur iMac. Designer intégré chez Knoll International à Paris de 1984 à 1987, il crée l'Office System Allesandri qui connaît un grand succès.
Il a travaillé sur la création pour des sociétés telles que British Airways, Kartell, Cappellini, Philips, Olympia, Narciso Rodriguez (flacon du parfum 'essence').
La recherche globale et la poursuite de nouvelles formes qui touchent l'âme de ceux qui les utilisent, annoncent l'orientation du design du XXIe siècle.
En, 2004, il a obtenu le prix Royal Designer for Industry Award. Ses créations ont été exposées dans plusieurs musées, dont le Design Museum de Londres où une section lui est consacrée. 
En 2013, il travaille pour Renault avec le concept-car du successeur de la Twingo.
En 2016, il travaille sur le design d'une collection de maquillage lancée par la chaîne de magasins milanaise de cosmétiques KIKO. 
En 2017 (du 12 avril au 3 juillet), le Centre Pompidou lui consacre une exposition (commissaire : Marie-Ange Brayer).

## Référence
1. ↑  Renault-Ross Lovegrove : le concept-car futuriste présenté le 8 avril, TF1, Matthieu Larraux, 18 mars 2013